# 맥라렌 720S
맥라렌 720S(영어: McLaren 720S)는 맥라렌 오토모티브에서 2017년부터 생산 중인 스포츠카이다. 2017년 5월부터 맥라렌 650S를 대체하는 맥라렌 슈퍼 시리즈의 두번째 차종이다.

## 사양
720S는 2022년까지 15종의 신차를 시장에 출시하겠다는 새로운 계획의 일환으로 맥라렌이 처음으로 선보이는 신차이다.맥라렌 오토모티브에 따르면 720S는 선행 차량에 비해 91% 새롭다.

### 엔진
720S에는 M840T 엔진이 장착되어 있다. 엔진은 7,000rpm에서 720 PS (530 kW; 710 hp)의 정격 출력을 제공하며, 최대토크는 5,500rpm에서 568 lb·ft (770 N·m)이다.

### 서스펜션
720S에 사용된 ProActive Chassis Control II 액티브 서스펜션 시스템은 650S에 사용된 시스템의 발전 버전이지만 이전 버전보다 18 kg (40 lb) 가볍다. 새로운 시스템은 최적의 서스펜션 설정을 위해 차량의 온보드 컴퓨터에 실시간으로 운전 조건을 정확하게 전달하기 위해 상단에 가속도와 댐퍼 하단에 압력 센서를 갖추고 있다. 이 시스템은 캠브리지 대학의 박사 과정에서 얻은 결과를 사용한다.

### 섀시

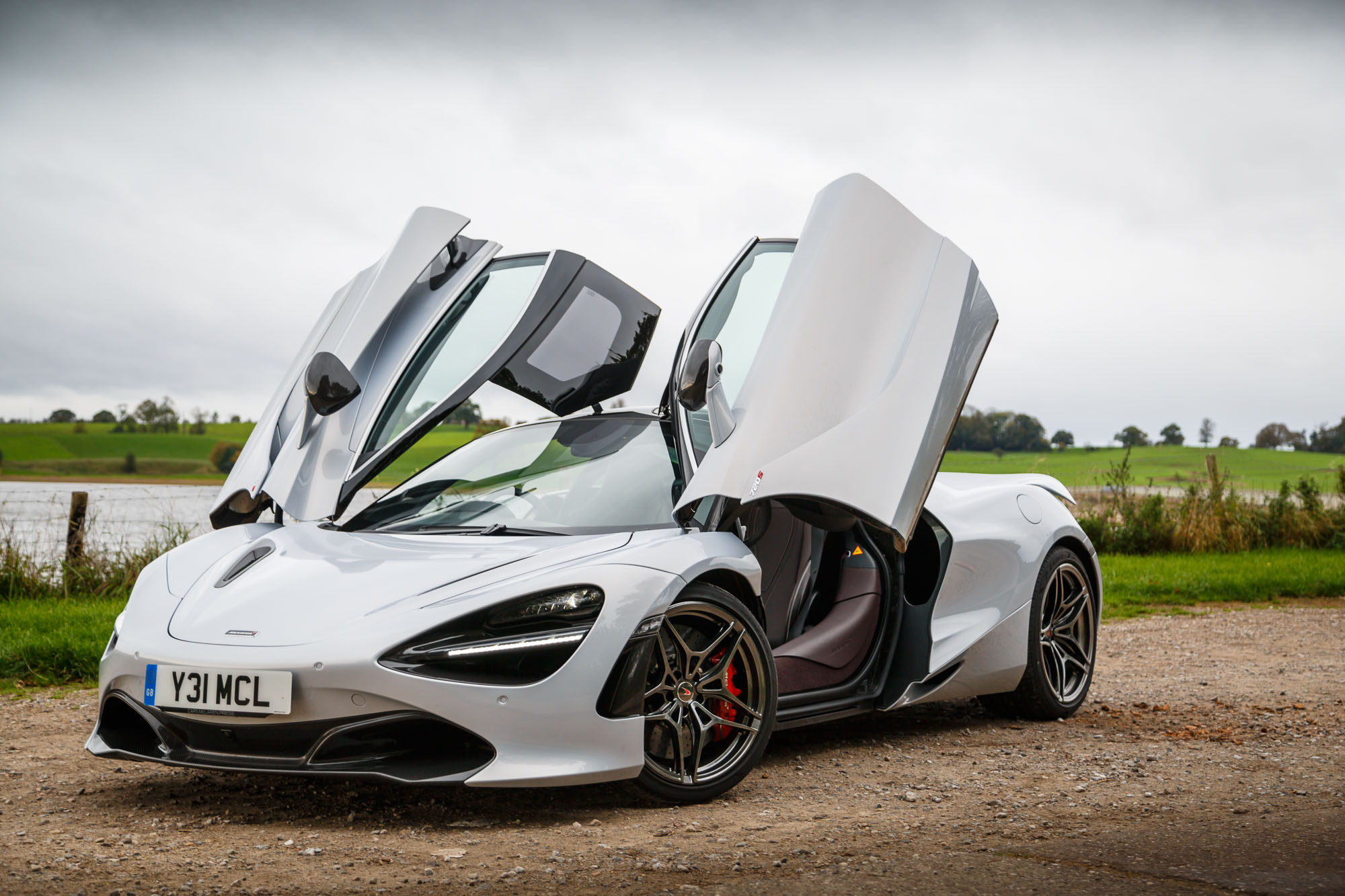
열린 위치에 있는 문

720S의 섀시에 사용된 탄소 섬유 섀시는 P1의 모노케이지 장치와 유사한 원리를 기반으로 하지만 이전 모델보다 18 kg (40 lb) 가볍다. 모노케이지 II라고 불리는 이 욕조는 더 쉽게 출입할 수 있도록 큰 구멍이 있는 2면체 도어를 허용한다. 또한 지붕 기둥의 크기를 줄여 운전자의 가시성을 향상시킨다.

### 성능
맥라렌 720S의 성능은  2.9초만에 100 km/h (62 mph)까지 가속할 수 있으며, 최고 속도는 341 km/h (212 mph)이다. (실제로는 347.7km/h)

### 능률
맥라렌 오토모티브는 249g/km의 CO2 배출량과 26.4 mpg-imp (22.0 mpg-US; 10.7 L/100 km)의 복합 연비로 새로운 720S의 동급 최고의 효율성을 주장하였다.

## 변형 차종

### 맥라렌 720S 벨로시티
맥라렌 스페셜 Operations는 720S의 공개 하루 만에 720S 벨로시티를 공개하였다. 차량 내부에는 빨간색 하이라이트와 탄소 섬유 액센트가 있는 카본 블랙 알칸타라 트림이 있다.

### 맥라렌 720S 스파이더 (2018년~2023년)

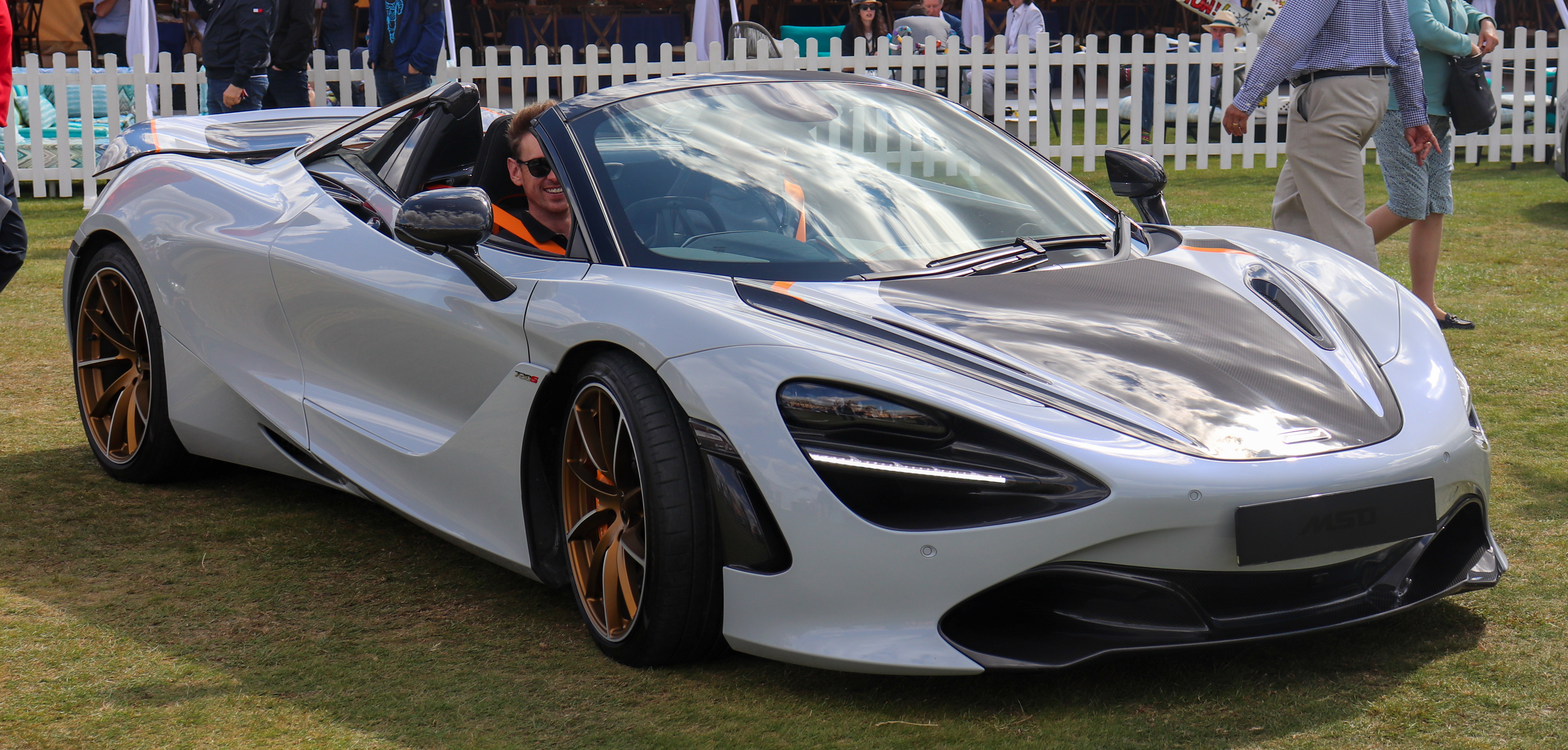
맥라렌 720S 스파이더

맥라렌 720S의 컨버터블 모델이다. 엔진과 변속기는 동일한 양의 엔진을 생성하는 쿠페와 동일하다. 720S 스파이더는 정지 상태에서 2.9초만에 97 km/h (60 mph)까지, 7.9초만에 193 km/h (120 mph)까지 가속할 수 있으며 상단에서 341 km/h (212 mph)의 최고 속도까지 가속 할 수 있다. 닫은. 최고 속도는 상단이 수축 된 상태에서 16 km/h (10 mph) 감소한다.

### 맥라렌 765LT (2020년~2023년)

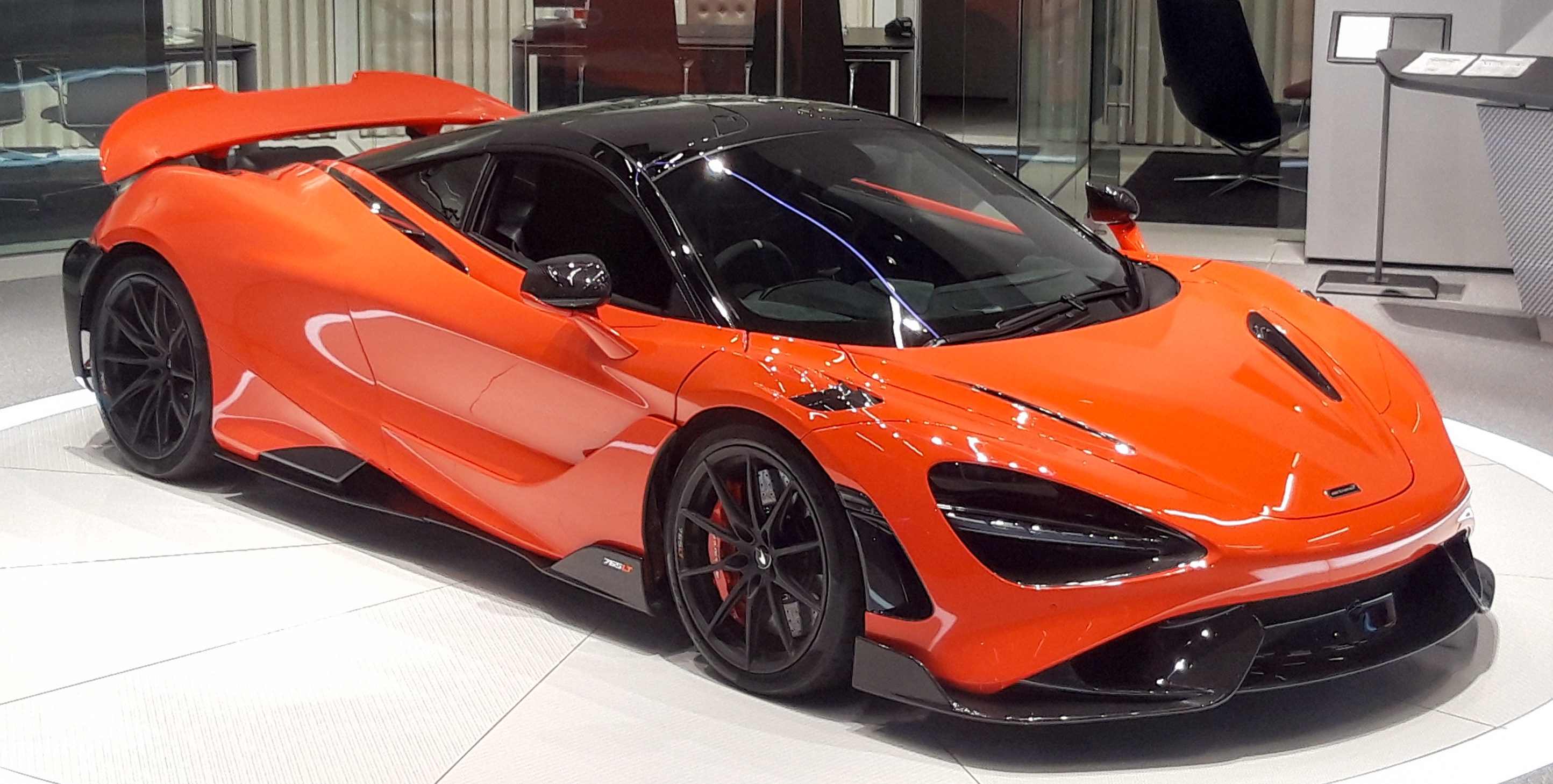
맥라렌 765LT

2020년 3월 3일에 공개된 맥라랜 720S의 고성능 모델이다.(전세계 기준 총 765대) 최고 속도는 341 km/h (212 mph)에서 330 km/h (205 mph)로 감소하였으며, 1,339 kg (2,952 lb))의 765LT는 2.8초만에 0-100km / h (0-62mph) 시간을 제공한다. 또한 0-200km / h (0-124mph)를 7.0초 만에 기록할 수 있으며 9.9초 만에 1/4 마일 돌진을 완료할 수 있다. (실제로 1/4마일은 9.4초, 제로백은 2.3초, 제로이백은 6.6초)

### 맥라렌 765LT 스파이더 (2021년~2023년)

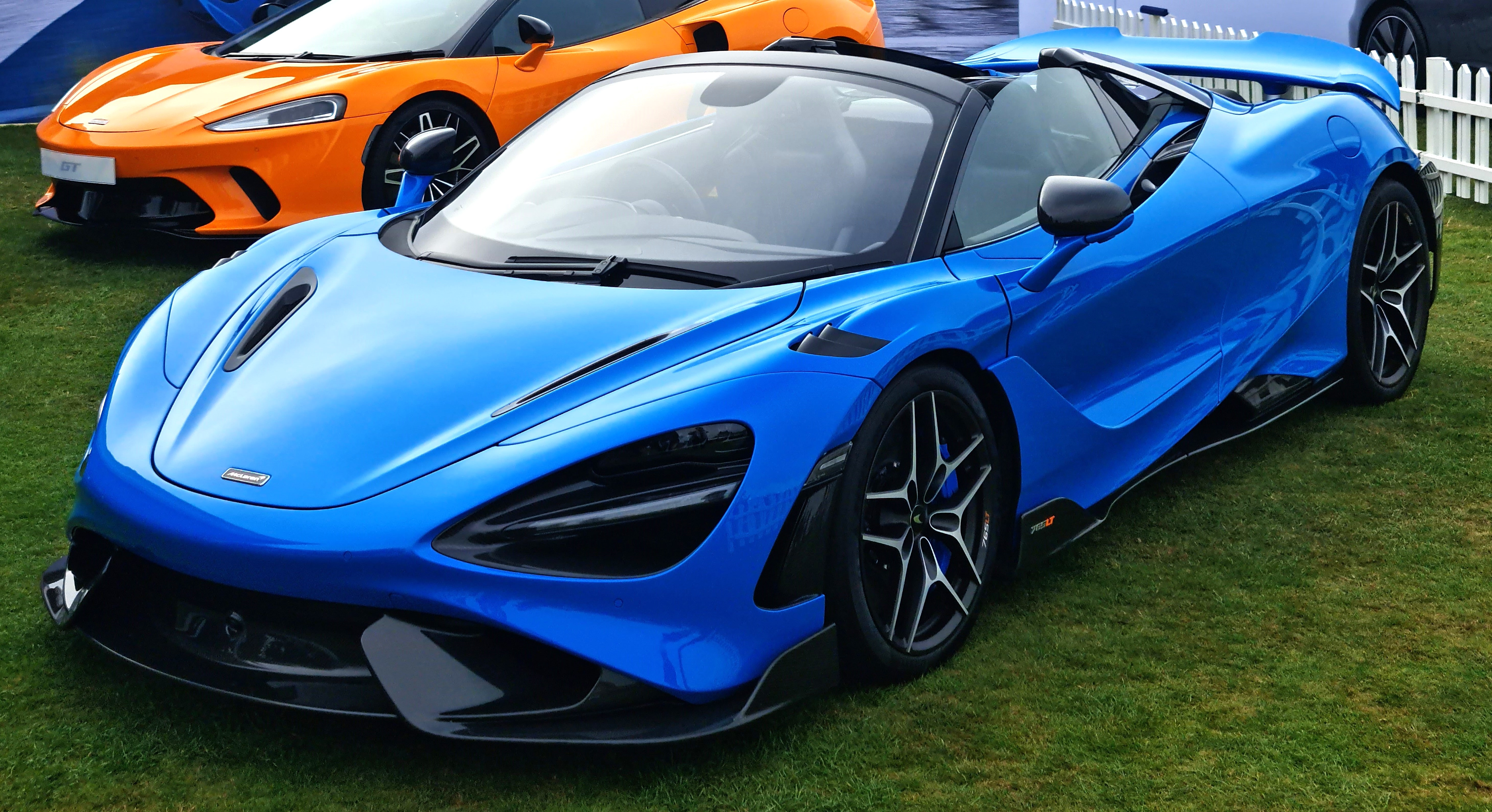
맥라렌 765LT 스파이더

2021년 7월 27일에 공개된 765LT 스파이더는 720S의 트랙 중심 버전인 765LT의 컨버터블 모델이다. (전 세계 기준 765대)쿠페와 유사하게 765 PS (563 kW; 755 hp)의 동일하는 동일한 M840T 엔진을 사용하여 생산되었다. 765LT 스파이더의 전비중량은 1,388 kg (3,060 lb)으로 720S 스파이더보다  80 kg (176 lb) 적으며 쿠페보다 49 kg (108 lb) 무겁다.

## 맥라렌 750S (2023년~현재)
맥라렌 720S의 후속 모델이자 내연 기관만으로 구동되는 맥라렌 오토모티브의 최종 모델이다. 프런트 엔드와 리어 엔드가 재설계되었으며 출력이 750PS(740hp)로 증가했다.맥라렌에 따르면 720S 대비 부품의 약 30%가 업데이트됐다. 다른 기계적 변경 사항에는 재설계된 수렴 중앙 출구 배기 시스템, 더 큰 공기 흡입구, 더 짧은 변속기 최종 구동 비율 및 더 빠른 조향 비율이 포함되어 있다. 실내에는 새로운 8인치 애플 카플레이 지원 인포테인먼트 시스템이 추가되었다.

## 수상
맥라렌 720S는 뉴욕 국제 오토 쇼와 함께 월드 카 어워드에서 2019년 월드 퍼포먼스 카로 선정되었다.

## 모터스포츠

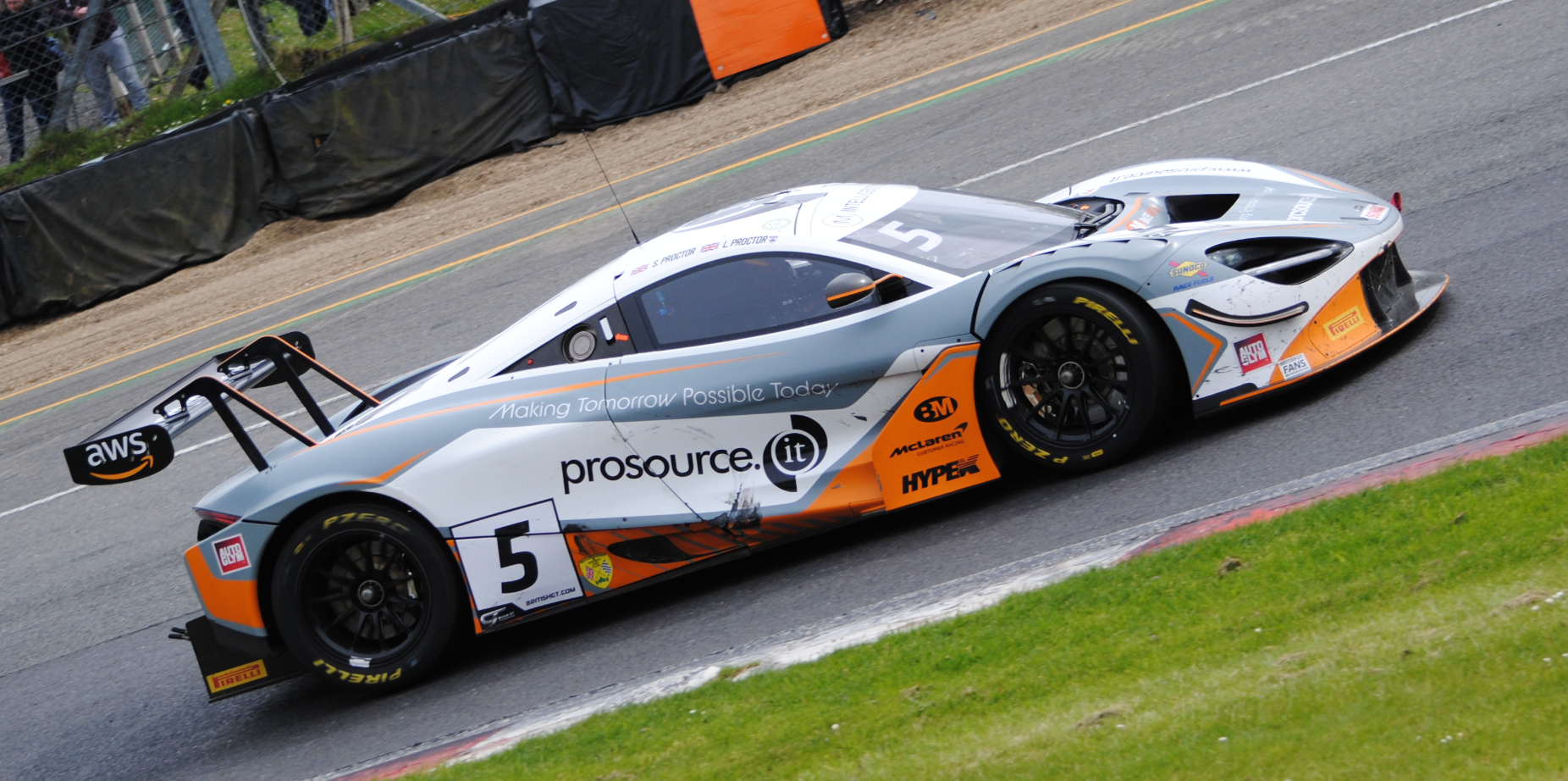
맥라렌 720S GT3

### 맥라렌 720S GT3
맥라렌 720S의 GT3 모델이다. 이 차량은 FIA GT3 챔피언십 2019 시즌이 시작될 때 일반 대중과 레이싱 팀이 사용하였다.

### 맥라렌 720S GT3X (2021년, 2022년)
2021년 3월, 맥라렌 오토모티브는 720S GT3X를 발표하였다.720S GT3를 기반으로 제작된 트랙 전용 차량으로, FIA가 GT3 등급 자동차에 대해 적용한 제한 사항에 제한을 받지 않는다.

## 마케팅
미니피겨 자동차 디자이너와 디자인 스튜디오 책상이 포함된 레고 스피트 챔피언스 720S 모델 키트는 2017년 6월에 판매되었다.

## 경쟁 차종
리막 오토모빌리
- 리막 네베라

부가티
- 부가티 디보
- 부가티 라 부아튀르 누아르
- 부가티 볼리드
- 부가티 센토디에치
- 부가티 시론
- 부가티 투르비용

젠보 오토모티브
- 젠보 TS1 GT

## 각종 매체에서의 등장

### 비디오 게임에서의 등장
- 3D운전교실
- 리얼 레이싱 3
- 아스팔트 8: 에어본 - 720S, 720S GT3, 765LT 스파이더
- 아스팔트 9: 레전드 - 765LT
- 포르자 호라이즌 4

### 영화에서의 등장
- 분노의 질주: 홉스&쇼